# زنبق رائع
الزنبق الرائع نوع نباتي ينتمي إلى جنس الزنبق من الفصيلة الزنبقية.

## البيئة والانتشار
موطنه شرق الولايات المتحدة.